# Präsidentschaftswahl in Rumänien 2009

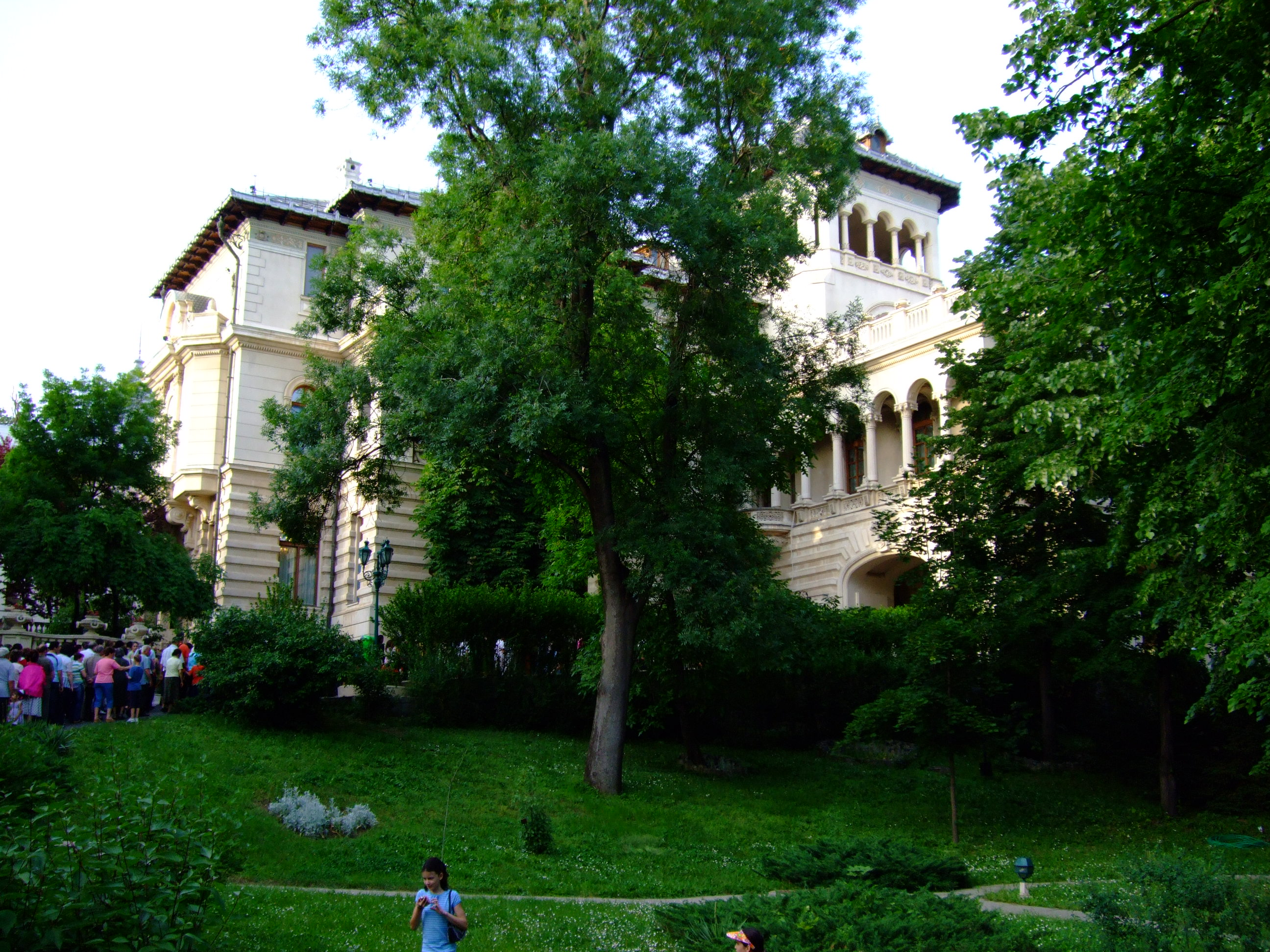
Das Schloss Cotroceni in Bukarest, Sitz des rumänischen Staatspräsidenten

Die Präsidentschaftswahl in Rumänien 2009 fand am 22. November und am 6. Dezember statt. In der ersten Runde errangen Amtsinhaber Traian Băsescu von der bürgerlich orientierten PD-L und der Sozialdemokrat Mircea Geoană die meisten Stimmen. Beide verfehlten jedoch die absolute Mehrheit und standen sich am 6. Dezember in einer Stichwahl gegenüber. In den ersten Prognosen nach Schließung der Wahllokale lag zunächst Geoană knapp vorn. Das amtliche Endergebnis ergab jedoch einen Sieg Băsescus, der 50,33 % der Stimmen errang. Damit konnte Traian Băsescu sein Amt weiter ausüben. Bei der Stichwahl gaben etwa 58,0 % der Wahlberechtigten ihre Stimmen ab.

## Wahlrecht
Der Präsident Rumäniens wird in allgemeiner und geheimer Wahl direkt durch das Volk bestimmt. Jede offiziell registrierte Partei hat das Recht, einen Kandidaten für die Wahl zu benennen. Auch parteiunabhängige Bewerber dürfen antreten. Jeder Kandidat muss 200.000 Unterschriften von Wahlberechtigten vorlegen können, um zur Wahl zugelassen zu werden. Ein Vorschlag der Ständigen Wahlbehörde (Autoritatea Electorală Permanentă), die Anzahl der erforderlichen Unterschriften zu erhöhen oder für die Kandidatur die Zahlung einer Gebühr von 300.000 Euro vorauszusetzen, wurde von der Regierung und vom amtierenden Präsidenten als verfassungswidrig abgelehnt. Die Wahl muss an einem Sonntag stattfinden, der Termin von der Regierung spätestens 45 Tage vorher bekanntgegeben werden.
Gewählt wurde nach Ablauf der fünfjährigen Legislaturperiode des bisherigen Amtsinhabers Traian Băsescu. Wahlberechtigt sind rumänische Staatsbürger ab einem Alter von 18 Jahren. Die untere Altersgrenze für die Kandidaten liegt bei 35 Jahren. Falls im ersten Wahlgang kein Kandidat die absolute Mehrheit der abgegebenen Stimmen erringt, treten zwei Wochen später die beiden Bestplatzierten in einer Stichwahl gegeneinander an.

## Das Amt des Präsidenten
Der Präsident Rumäniens ist verantwortlich für die Aufrechterhaltung der
Funktionsfähigkeit der staatlichen Institutionen und hat repräsentative Aufgaben. Er verfügt über Einfluss auf Legislative und Exekutive. Der Präsident ist berechtigt, das Parlament aufzulösen und auf Vorschlag des Ministerpräsidenten Regierungsmitglieder – nicht jedoch den Ministerpräsidenten selbst – zu entlassen. Vom Parlament verabschiedete Gesetze werden ihm zur Unterschrift vorgelegt. Dabei kann er eine Prüfung durch das Verfassungsgericht veranlassen. Eine Gesetzesinitiative kann er selbst nicht einbringen. Er benennt den Ministerpräsidenten und ist zuständig für die Besetzung zahlreicher wichtiger Ämter, z. B. im Verfassungsgericht. Außenpolitisch kann er völkerrechtliche Verträge abschließen. Er übt diplomatische und repräsentative Aufgaben aus. Zusätzlich ist er oberster Befehlshaber der Armee und besitzt Notstandsrechte. In diesem Zusammenhang darf er
Verordnungen erlassen, die jedoch vom Ministerpräsidenten 
gegengezeichnet werden müssen. Mit einer Zweidrittelmehrheit des Parlaments kann der Präsident seines Amtes enthoben werden, was jedoch durch eine Volksabstimmung bestätigt werden muss.

## Ausgangslage

### Präsidentschaftswahl 2004
Bei den Wahlen Ende 2004 setzte sich Traian Băsescu, der Kandidat der bürgerlich ausgerichteten Partidul Democrat, in der Stichwahl knapp (51,2 gegen 48,8 %) und für die meisten Beobachter überraschend gegen den Sozialdemokraten Adrian Năstase durch, nachdem er im ersten Wahlgang noch deutlich zurückgelegen hatte.

### Amtszeit Băsescus
Băsescu amtierte als Präsident ab 2004 zunächst im Einvernehmen mit der Regierung von Călin Popescu-Tăriceanu (PNL). Zwischen beiden Politikern kam es ab 2005 zum Zerwürfnis, die sich vor allem in wechselseitigen Korruptionsvorwürfen äußerten. Am 19. April 2007 wurde Băsescu von seinen politischen Gegnern im Parlament – vor allem den Abgeordneten von PSD und PNL – von seinem Amt suspendiert. Über die endgültige Absetzung hatte jedoch ein Referendum zu entscheiden, in dem sich am 19. Mai 2007 fast 75 % der Wähler für Băsescu als Präsidenten aussprachen, der daraufhin das Amt erneut übernahm.
Wirtschaftlich war die Amtszeit Băsescus zunächst sehr erfolgreich; zwischen 2004 und 2008 hatte das Land – von einem sehr niedrigen Niveau ausgehend – meist die höchsten BIP-Wachstumsraten in der Europäischen Union, der Rumänien zum 1. Januar 2007 beitreten konnte (ebenso Bulgarien; die EU wuchs damit von 25 auf 27 Mitglieder; Näheres hier). 
Rumänien wurde von Herbst 2008 bis etwa Mitte 2010 stärker als viele andere Länder von der internationalen Wirtschaftskrise betroffen. Insbesondere die staatlichen Einrichtungen mit ihrem hohen Personalbestand gerieten in Zahlungsschwierigkeiten; Rumänien erhielt Kredite vom Internationalen Währungsfonds (IWF), um liquide zu bleiben. Die Kreditzusagen des IWF waren an Sparzusagen geknüpft; die Staatsbetriebe mussten Mitarbeiter entlassen, Lohnkürzungen vornehmen oder ordneten unbezahlten Zwangsurlaub an. Dies führte ab September 2009 zu Protestaktionen der betroffenen Arbeitnehmer.

### Politische Krise in Rumänien im Vorfeld der Präsidentschaftswahlen
Nach den Parlamentswahlen 2008 arbeiteten die Băsescu nahestehende PD-L und die PSD in einer Art Großer Koalition unter Führung des Ministerpräsidenten Emil Boc (PD-L) zusammen. Die Regierungsarbeit war jedoch von Beginn an durch anhaltende Streitigkeiten zwischen beiden Parteien gekennzeichnet. Diese Konflikte verschärften sich, als Ende September 2009 der PSD-Innenminister Dan Nica der PD-L vorwarf, in größerem Umfang Wahlbetrug vorzubereiten. So seien für den Wahltag zahlreiche Busse angemietet worden, die Băsescu-Wählern eine mehrfache Stimmabgabe ermöglichen sollen. Ministerpräsident Boc wies dies zurück und forderte von Băsescu die Entlassung Nicas. Die PSD ihrerseits sah in dem Vorgehen Bocs einen Schachzug, um das Innenministerium in die Hand der PD-L zu bekommen, was dieser Partei den geplanten Wahlbetrug erleichtere. Am 1. Oktober unterzeichnete Băsescu die Entlassung Nicas, was zum Rücktritt aller übrigen PSD-Minister und damit zum Ende der Regierungskoalition führte. Danach regierte die PD-L kurzzeitig in einer Minderheitsregierung. Boc und die PD-L versuchten, eine parlamentarische Mehrheit mit Hilfe der UDMR, mit weiteren Abgeordneten kleinerer ethnischer Minderheiten sowie mit Überläufern von PNL und PSD zustande zu bekommen. Die PNL und die UDMR initiierten jedoch ein Misstrauensvotum, das von der PSD unterstützt und am 13. Oktober 2009 mit 254 von 471 Stimmen angenommen wurde; erforderlich wären 236 Stimmen gewesen. Die Regierung Boc war damit nur noch geschäftsführend im Amt. PSD und PNL planten nunmehr bis zur Abhaltung der Präsidentschaftswahlen die Einsetzung eines Technokratenkabinetts, dem der siebenbürgendeutsche Bürgermeister von Sibiu, Klaus Johannis, vorstehen sollte. Staatspräsident Băsescu lehnte den Vorschlag ab und nominierte am 15. Oktober seinerseits den Finanzexperten Lucian Croitoru als Ministerpräsidenten, der jedoch nur von der PD-L unterstützt und am 4. November vom Parlament abgelehnt wurde. Am 6. November schlug Băsescu den Bukarester Stadtbezirksbürgermeister Liviu Negoiță (PD-L) als Ministerpräsidenten vor. Auch er hatte keine Chancen, vom Parlament bestätigt zu werden, eine Abstimmung fand nicht statt.

## Kandidaten
Das Zentrale Wahlbüro akzeptierte einen Monat vor der Wahl zwölf Kandidaten.

### Traian Băsescu

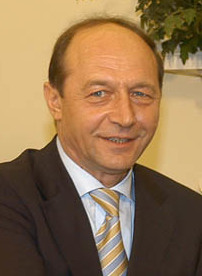
Traian Băsescu

Der bisherige Amtsinhaber Traian Băsescu legte sich lange nicht fest, ob er erneut kandidieren möchte. Mehrfach hatte er erklärt, dass er im Falle zunehmender wirtschaftlicher Probleme auf eine Wiederwahl verzichten könnte. Am 3. Oktober verkündete er schließlich offiziell seine Kandidatur. Er hatte die Partidul Democrat Liberal hinter sich, die aus der Partidul Democrat hervorgegangen war.
Die Popularität Băsescus, der über mehrere Jahre unangefochten der beliebteste Politiker des Landes war, war in den letzten Monaten vor der Wahl deutlich rückläufig, was sich auch in den Meinungsumfragen äußerte. Rumänische Journalisten machten verschiedene Faktoren dafür verantwortlich. So konnten in der Wahrnehmung der Bevölkerung weder Băsescu noch seine in der Regierungsverantwortung befindliche Partei verhindern, dass Rumänien sehr stark von der internationalen Wirtschaftskrise betroffen war. Auch verlor Băsescu an Glaubwürdigkeit durch die Europawahlkampagne seiner als politisch unerfahren geltenden Tochter Elena Băsescu. Ende August 2009 wurde bekannt, dass ein Bruder Băsescus Kontakte zur Rüstungslobby hatte.

### Mircea Geoană

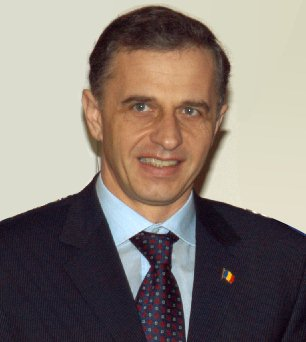
Mircea Geoană

Der Vorsitzende der Partidul Social Democrat (PSD), Mircea Geoană, kündigte seine Kandidatur am 14. Mai 2009 während der Vorstellung der Kandidaten für die Europawahl an. Nach längeren Auseinandersetzungen mit dem Ex-Präsidenten und PSD-Ehrenvorsitzenden Ion Iliescu stellte sich dieser offiziell hinter die Kandidatur Geoanăs. Trotzdem äußerten rumänische Journalisten den Verdacht, Iliescu könnte hinter dem Rücken Geoanăs den Unabhängigen Sorin Oprescu unterstützen.
Auch um diesem Eindruck entgegenzuwirken, ließ sich Geoană am 2. Oktober von seiner Partei erneut zum Kandidaten ausrufen. Kern seiner Wahlkampagne waren Anti-Băsescu-Parolen.

### Crin Antonescu
Die Partidul Național Liberal (PNL, Nationalliberale Partei) hatte bei der Präsidentschaftswahl 2004 noch Traian Băsescu unterstützt. In den Jahren 2005 bis 2007 kam es jedoch zum Zerwürfnis zwischen Băsescu und dem damaligen Ministerpräsidenten und PNL-Vorsitzenden Călin Popescu-Tăriceanu. Nach den Parlamentswahlen 2008, die für die PNL unbefriedigend verliefen, wurde Popescu-Tăriceanu im Parteivorsitz von seinem parteiinternen Gegner Crin Antonescu abgelöst. Dieser proklamierte eine eigenständige, von PD-L und PSD unabhängige Politik und erklärte frühzeitig seine Kandidatur für das Präsidentenamt.
Am 16. Oktober 2009 erklärte Antonescu in einer in Iași gehaltenen Pressekonferenz, den siebenbürgendeutschen Bürgermeister von Sibiu, Klaus Johannis, zum Regierungschef zu ernennen, falls er zum Staatspräsidenten gewählt wird.
Die Kandidatur Antonescus wurde von prominenten Vertretern der rumänischen Zivilgesellschaft unterstützt, so von der antikommunistischen Dissidentin Doina Cornea, von den Geschwistern des ehemaligen Chefs der rumänischen Opposition, Corneliu Coposu, von den Historikern Lucian Boia und Neagu Djuvara und vom Bürgermeister Timișoaras, Gheorghe Ciuhandu.

### Sorin Oprescu

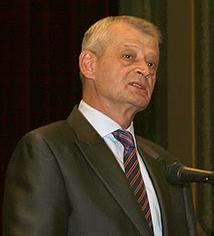
Sorin Oprescu

Der parteilose Bukarester Bürgermeister Sorin Oprescu war bis 2008 Mitglied der PSD. Er trat aus der Partei aus, nachdem er von ihr nicht als Kandidat für das Amt des Bukarester Bürgermeisters nominiert worden war. Anschließend gewann er als unabhängiger Kandidat die Wahl. Oprescu gehörte zu den populärsten Politikern Rumäniens. Einige rumänische Journalisten sahen ihn zunächst als einzigen aussichtsreichen Herausforderer von Präsident Băsescu. In der rumänischen Presse wurde darüber spekuliert, dass Oprescu der gemeinsame Kandidat der PSD und der PNL werden könnte. Opresecu selbst erklärte nach längerem Zögern seine Kandidatur am 5. Oktober. Er trat als Unabhängiger ohne Unterstützung einer Partei an und beklagte die politische Kultur des Landes, die zu vielfältigen Spaltungen der Gesellschaft geführt habe. Als Präsident wollte er sich für die innere Einheit des Landes und eine nationale Versöhnung einsetzen.

### Corneliu Vadim Tudor
Der Vorsitzende der Partidul România Mare (PRM, Großrumänienpartei), Corneliu Vadim Tudor, ist in Westeuropa wegen extremistischer, gegen verschiedene Minderheiten gerichteter Äußerungen bekannt. Er kandidierte bei früheren Wahlen regelmäßig für das Präsidentenamt; im Jahr 2000 erreichte er mit 28 % sogar den zweiten Platz und kam in die Stichwahl, bei der er mit 33 % der Stimmen gegen Ion Iliescu unterlegen war. In den letzten Jahren waren die Wahlergebnisse der Partei und auch von Tudor persönlich jedoch rückläufig, auch wenn der PRM im Juni 2009 der Einzug ins Europaparlament gelang.
Tudor kündigte im August 2009 an, dass er in der Stichwahl auf jeden Fall den Kontrahenten Traian Băsescus unterstützen werde, falls er selbst nicht den Einzug in die zweite Runde schaffe.
Anfang September ließ Tudor seine Partei vorschlagen, die Präsidentschaftswahl mit einem Referendum zu verbinden, in dem über die von vielen ethnischen Ungarn gewünschte Autonomie des Szeklerlandes entschieden werden sollte. Da die Mehrheit der ethnischen Rumänen eine solche Autonomie ablehnt, wäre das Ergebnis vorhersehbar gewesen. Durch dieses Thema wollte sich Tudor im Wahlkampf profilieren.

### George Becali

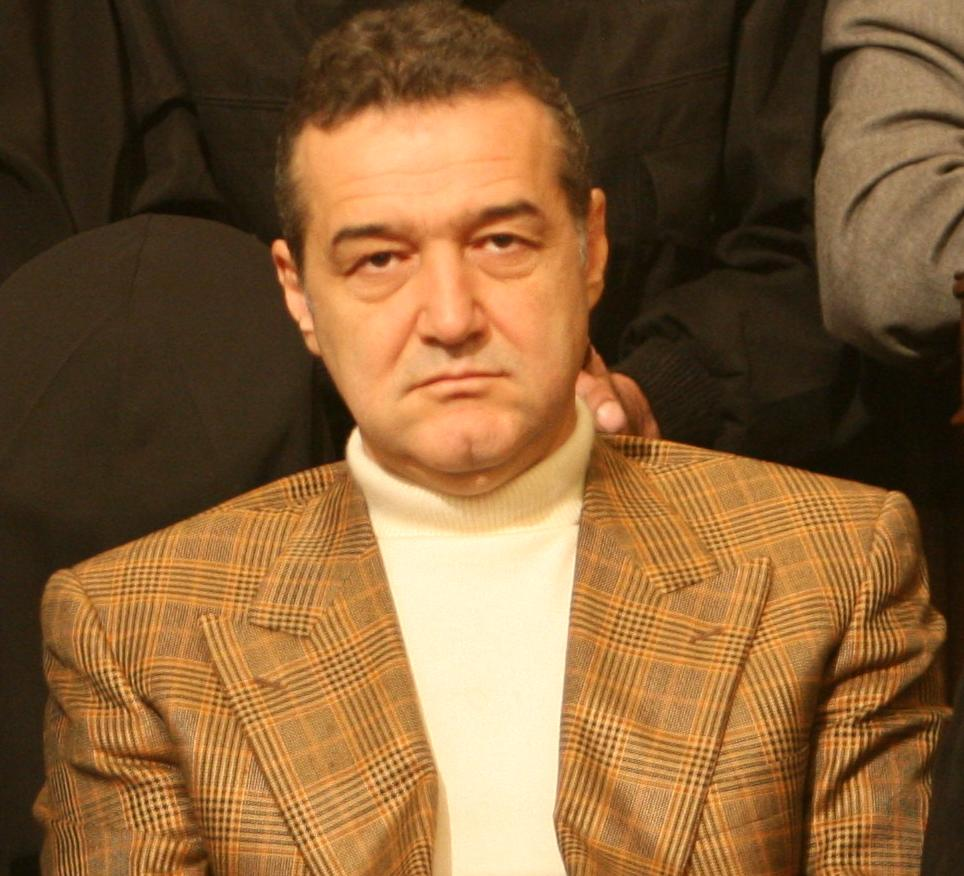
George Becali

Der Vorsitzende der PNG-CD, George Becali, ist einer der reichsten Personen Rumäniens und machte bisher überwiegend mit minderheitenfeindlichen Äußerungen auf sich aufmerksam. Er kündigte seine Kandidatur offiziell am 3. Oktober an; sein Wahlslogan war „Glauben, Vertrauen und Liebe“. Becali verfügt über gute Kontakte zur Rumänisch-Orthodoxen Kirche. Er versprach, dass Rumänien – das jetzt ein „barbarisches“ Land sei –, sich innerhalb von zehn Jahren unter seiner Präsidentschaft zu einem Land entwickeln würde, das „von Gott geliebt“ sei. Becali meinte, „um vieles stärker als die anderen Kandidaten“ zu sein und gab sich zuversichtlich, die Wahlen zu gewinnen.

### Hunor Kelemen

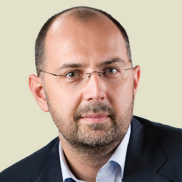
Hunor Kelemen

Die Uniunea Democrată Maghiară din România (UDMR, Demokratische Union der Ungarn in Rumänien) ging chancenlos in die Wahl, da sie praktisch ausschließlich von den Angehörigen der ungarischen Minderheit in Rumänien – also von 5–10 Prozent der Bevölkerung – gewählt wird. Sie bestimmte ihren Geschäftsführer Hunor Kelemen zum Kandidaten.

### Remus Cernea
Remus Cernea war der Kandidat der in Rumänien bisher eher unbedeutenden Partidul Verde (Grüne Partei). Er ist in Rumänien bekannt als Aktivist für eine strikte Trennung von Staat und Rumänisch-Orthodoxer Kirche. Cernea wollte gegen im Land weit verbreitete Vorurteile ankämpfen und sorgte für Aufsehen wegen seiner Aussage, dass Rumänien erst dann ein wirklich freies und demokratisches Land werde, wenn es in der Lage sei, einen „weiblichen, lesbischen, atheistischen, zur Roma-Minderheit gehörigen Präsidenten“ zu wählen.

### Ovidiu Iane
Der Ökonom Ovidiu Iane trat für die kleine Partidul Ecologist Român („Rumänische Ökologenpartei“) an. Er versprach in großem Umfang Investitionen in ökologische Landwirtschaft und in erneuerbare Energien.

### Constantin Ninel Potîrcă
Der Geschäftsmann Constantin Ninel Potîrcă gehört der Minderheit der Roma an. Er wurde nach 1989 vermögend durch den Handel mit Altmetallen. Potîrcă wollte die Interessen aller Rumänen vertreten, hoffte aber vor allem auf die Stimmen der Roma.

### Constantin Rotaru
Der Ökonom Constantin Rotaru war vor 1989 Mitglied der Rumänischen Kommunistischen Partei und von 1992 bis 1996 Abgeordneter im rumänischen Parlament. Er ist Vorsitzender der Sozialistischen Allianzpartei, eines Mitglieds der Europäischen Linkspartei. Rotaru wollte eine linke Alternative zum kapitalistischen System anbieten, das er für die schlechte wirtschaftliche Lage und die Korruption in Rumänien verantwortlich machte.

### Eduard Manole
Der Atomphysiker und Geschäftsmann Eduard Manole bewarb sich bereits 2000 ohne Erfolg um das Präsidentenamt.

### Zurückgezogene oder zurückgewiesene Kandidaturen

#### Nati Meir
Nati Meir ist ein 1955 in Haifa geborener Jude, dessen Eltern aus Rumänien stammten. Er war in den letzten Jahren Abgeordneter verschiedener Parteien, nach Corneliu Vadim Tudors verkündeter Wandlung vom Antisemiten zum Philosemiten sogar von dessen extremistischer Partidul România Mare. Er sah sich als „Obama Rumäniens“; ebenso wie ein Schwarzer Präsident Amerikas sein könne, so könne auch er als Jude Präsident Rumäniens werden. Alle Umfragen sahen ihn bei maximal 1 % der Wählerstimmen. Am 14. Oktober gab Meir seinen Rückzug von der Kandidatur bekannt und begründete dies mit seiner Enttäuschung über die derzeitige politische Situation Rumäniens.

#### Radu Duda
Radu Duda ist mit Margarita von Hohenzollern-Sigmaringen verheiratet und damit der Schwiegersohn des letzten rumänischen Königs Michael I. Er trägt den hausinternen Titel „Prinz von Hohenzollern-Veringen“. Er kündigte seine Kandidatur am 9. April 2009 auf einer Pressekonferenz an. Andere Mitglieder des Königshauses äußerten sich zur Entscheidung Dudas zurückhaltend. Er wurde von einigen Beobachtern der politischen Szene Rumäniens als verlängerter Arm des Rompetrol-Chefs Dinu Patriciu angesehen. Nachdem Meinungsumfragen ihm keine Chancen einräumten, den zweiten Wahlgang zu erreichen, zog Duda am 2. September seine Kandidatur mit der Begründung zurück, er wolle sich nicht an einem „Kampf zwischen Clans“ beteiligen.

#### Miron Cozma
Miron Cozma war der Anführer der „Mineriaden“, d. h. der Unruhen, bei denen 1991 Bergarbeiter aus dem Schil-Tal nach Bukarest zogen, um dort demonstrierende Gegner des Präsidenten Ion Iliescu tätlich anzugreifen. Er verbrachte danach acht Jahre im Gefängnis. Bei der Vorstellung seiner Kandidatur am 18. Juni 2009 kündigte er an, im Falle seiner Wahl die bisherigen Präsidenten Ion Iliescu, Emil Constantinescu und Traian Băsescu vor Gericht zu stellen, weil sie „Mörder“ und „Völkermörder“ seien. Im September gab Cozma seine Kandidatur auf und äußerte seine Unterstützung für Sorin Oprescu.

#### Ioan Talpeș
Ioan Talpeș war Berater des Präsidenten Ion Iliescu und von 1992 bis 1997 Chef des rumänischen Auslandsgeheimdienstes SIE. Er kandidierte bei den Parlamentswahlen 2008 für die PD-L, wollte jetzt aber als Unabhängiger antreten. Er zog sich im Oktober von seiner Kandidatur zurück, nachdem er sich durch die Medien des Landes ignoriert fühlte.

#### Ion Coja
Ion Coja ist Professor für Linguistik an der Universität Bukarest. Er leugnet die rumänische Beteiligung am Holocaust und kämpft gegen die seiner Meinung nach bestehende jüdische Unterwanderung der rumänischen Gesellschaft. Seine Kandidatur wurde von der Wahlbehörde abgelehnt, weil er nicht die erforderliche Anzahl von Unterstützungsunterschriften vorlegen konnte.

## Wahlkampf
Kontrovers diskutierte Sachthemen waren nicht zu erkennen. Trotzdem war der Wahlkampf insbesondere vor der entscheidenden zweiten Runde äußerst aggressiv. Vordergründig ging es vor allem um die persönliche Integrität der Kandidaten, was auch deren Privatleben mit einschloss. So wurde dem amtierenden Präsidenten Băsescu nachgesagt, er habe ein persönliches Verhältnis zur – in der Bevölkerung unbeliebten – Tourismusministerin Elena Udrea. Die wichtigsten Kandidaten beschuldigten sich gegenseitig, verantwortlich zu sein für die mafiösen Strukturen in der Gesellschaft Rumäniens. Während die Gegner Băsescu einen autoritären Stil vorwarfen, bezeichnete dieser seinen Gegenkandidaten Geoană als Handlanger korrupter Medien- und Wirtschaftsunternehmer.
Anfang September wurden Rassismusvorwürfe gegen den PD-L-Vizepräsidenten und Băsescu-Anhänger Gheorghe Flutur laut, der geäußert hatte, der PNL-Kandidat Crin Antonescu sei chancenlos und mit US-Präsident Obama nicht zu vergleichen, „auch wenn er wochenlang in der Sonne bleibt“. Antonescu musste sich von Vertretern der PD-L außerdem vorhalten lassen, dass er keinen Auto-Führerschein besitze und schon deshalb das Land nicht führen könne. Antonescu seinerseits verglich Băsescu mit dem kommunistischen Diktator Nicolae Ceaușescu. Sein Partei-Vizepräsident Ludovic Orban sagte, Băsescu würde von „Zigeunern, Alkoholikern und Prostituierten“ gewählt; Antonescu distanzierte sich von dieser Äußerung.
Diskutiert wurden die Umstände zweier Reisen von Mircea Geoană nach Russland im Verlauf des Jahres 2009, die dieser zunächst geheim gehalten hatte. Traian Băsescu behauptete in diesem Zusammenhang, Geoană hätte in Russland wirtschaftliche Zusagen gemacht und dafür politische Unterstützung aus Russland für die Wahl erhalten. Băsescu selbst geriet unter Druck wegen Veröffentlichungen eines ehemaligen Staatsanwaltes, der ihn in einem Buch beschuldigte, in die Flucht des syrisch-rumänischen Geschäftsmannes Omar Hayssam aus dem Land im Jahr 2006 verwickelt zu sein. Hayssam soll 2005 die Entführung dreier rumänischer Journalisten im Irak organisiert haben.
Auf Initiative von Präsident Băsescu erfolgte gleichzeitig mit der ersten Runde der Präsidentschaftswahlen ein Referendum, in dem über die Einführung eines Einkammerparlaments und über die Reduzierung der Abgeordnetenzahl des Parlaments entschieden wurde. Băsescu setzte das Referendum gegen den Willen der Parlamentsmehrheit durch. Sein Vorschlag wurde von seinen politischen Gegnern als populistischer Versuch gedeutet, die Stimmung vor der Wahl zu seinen Gunsten zu beeinflussen.
Im Gegensatz zu früheren Wahlen spielte das Thema der Verstrickung von Kandidaten in die Tätigkeit des früheren kommunistischen Geheimdienstes Securitate keine Rolle. Nach Aussage des Nationalen Rates für das Studium der Archive der Securitate hat keiner der zwölf Kandidaten mit der Securitate zusammengearbeitet.
Im Vorfeld der Wahlen bat eine Vereinigung von 14 Medienunternehmen die Kandidaten, eine Erklärung zu unterzeichnen, in der die Einhaltung des Rechtes auf freie Meinungsäußerung garantiert wird. Neun Kandidaten unterzeichneten; Tudor, Becali und Manole weigerten sich.
Vor dem ersten Wahlgang sollten drei Fernsehdebatten der drei aussichtsreichsten Kandidaten (Băsescu, Geoană und Antonescu) stattfinden. An der ersten am 14. November in Cluj-Napoca nahmen nur Băsescu und Antonescu teil; Geoană lehnte die Einladung ab. Nach Einschätzung von Journalisten konnten sich Băsescu und Antonescu dabei keinen deutlichen Vorteil gegenüber ihrem Diskussionsgegner erwerben. Die zweite am 18. November in Bukarest scheiterte kurzfristig, weil sich die chancenreichsten Kandidaten nicht auf das Format der Sendung, insbesondere über die Teilnahme von Tudor und Becali, einigen konnten. Am 20. November fand schließlich eine Debatte zwischen Băsescu, Geoană und Antonescu statt. Nach Meinung von Analysten ragte keiner der drei sonderlich heraus; die Wirkung auf eventuell noch unentschiedene Wähler wurde als gering eingeschätzt. Vor der Stichwahl traten Băsescu und Geoană am 3. Dezember in einer weiteren Fernsehdebatte gegeneinander an. Die meisten Journalisten sahen auch hier keinen eindeutigen Sieger.
Wenige Tage nach dem ersten Wahlgang veröffentlichte die Zeitung Gardianul ein Video, das zeigt, wie Băsescu während eines Wahlkampfauftrittes im Jahr 2004 ein Kind – das ihn provoziert habe – ins Gesicht schlägt. Băsescu bezeichnete das Video als gezielte Fälschung und präsentierte ein Gutachten, das dies beweisen sollte.

## Meinungsumfragen
Die Meinungsumfragen hinsichtlich der Wahlabsichten wurden von verschiedenen, nominell unabhängigen Meinungsforschungsinstituten in unregelmäßigen Abständen erhoben. Dabei wurde üblicherweise die auch in Deutschland und Österreich bekannte „Sonntagsfrage“ gestellt. Beobachter in Rumänien sind jedoch der Meinung, dass ein Teil der Umfragen gezielt zur Beeinflussung der politischen Stimmung eingesetzt wird. Üblicherweise schneidet der jeweilige Auftraggeber einer Umfrage besser ab als bei anderen Befragungen.
Die Umfragen waren anfangs auch deshalb uneinheitlich, weil die genaue Kandidatenliste noch nicht feststand. So war lange unklar, ob der PNG-CD-Vorsitzende George Becali und der Bukarester Bürgermeister Sorin Oprescu antreten.
Nach den Meinungsumfragen war seit längerer Zeit davon auszugehen, dass kein Kandidat im ersten Wahlgang die absolute Mehrheit der Stimmen erreicht. Einzelne Erhebungen erfragten deshalb bereits die Meinung der Wähler für die Stichwahl.

### Meinungsumfragen für den ersten Wahlgang
| Datum    | Institut | Băsescu | Geoană | Antonescu | Oprescu | Tudor | Becali | Kelemen | Meir | Duda |
| -------- | -------- | ------- | ------ | --------- | ------- | ----- | ------ | ------- | ---- | ---- |
| 27.4.09  | CSOP     | 40      | 19     | 15        | 8       | 5     | 7      | -       | -    | 4    |
| 31.5.09  | INSOMAR  | 38      | 24     | 16        | -       | 7     | -      | -       | -    | 4    |
| 28.6.09  | INCOR    | 36      | 24     | 19        | -       | 11    | -      | 2       | 1    | 5    |
| 22.7.09  | CSOP     | 35      | 19     | 15        | 7       | 7     | 9      | 4       | -    | 4    |
| 3.8.09   | CSOP     | 35      | 21     | 15        | 11      | 12    | -      | 5       | -    | 3    |
| 27.8.09  | BCS      | 30      | 19     | 20        | 8       | 7     | 4      | 4       | 0    | 5    |
| 19.9.09  | CCSB     | 34      | 18     | 19        | 12      | 7     | 8      | 1       | 0    | -    |
| 3.10.09  | CCSB     | 31      | 20     | 18        | 14      | 8     | 6      | 2       | 0    | -    |
| 7.10.09  | CSOP     | 37      | 24     | 13        | 10      | 7     | 5      | 4       | -    | -    |
| 11.10.09 | INSOMAR  | 33      | 29     | 15        | 8       | 6     | 5      | 4       | -    | -    |
| 20.10.09 | INSOMAR  | 29      | 30     | 20        | 7       | 7     | 3      | 4       | -    | -    |
| 1.11.09  | INSOMAR  | 30      | 32     | 19        | 6       | 7     | 2      | 3       | -    | -    |
| 3.11.09  | CCSB     | 34      | 30     | 18        | 14      | 3     | 1      | 1       | -    | -    |
| 9.11.09  | INSOMAR  | 31      | 32     | 18        | 5       | 6     | -      | 5       | -    | -    |
| 11.11.09 | CCSB     | 34      | 31     | 16        | 10      | 4     | 2      | 3       | -    | -    |
| 12.11.09 | CURS     | 33      | 30     | 18        | 6       | 5     | 3      | 4       | -    | -    |

### Meinungsumfragen für den zweiten Wahlgang
| Datum    | Institut | Băsescu | Geoană |  | Băsescu | Antonescu |  | Băsescu | Oprescu |
| -------- | -------- | ------- | ------ |  | ------- | --------- |  | ------- | ------- |
| 28.6.09  | INCOR    | 52      | 48     |  | 53      | 47        |  | -       | -       |
| 27.7.09  | CCSB     | 53      | 47     |  | 55      | 45        |  | -       | -       |
| 3.10.09  | CCSB     | 47      | 53     |  | 46      | 54        |  | 43      | 57      |
| 7.10.09  | CSOP     | 53      | 47     |  | 57      | 43        |  | 52      | 48      |
| 20.10.09 | INSOMAR  | 46      | 54     |  | 47      | 53        |  | 48      | 52      |
| 1.11.09  | INSOMAR  | 47      | 53     |  | -       | -         |  | -       | -       |
| 3.11.09  | CCSB     | 46      | 54     |  | 49      | 51        |  | 49      | 51      |
| 9.11.09  | INSOMAR  | 47      | 53     |  | -       | -         |  | -       | -       |
| 11.11.09 | CCSB     | 48      | 52     |  | 50      | 50        |  | 49      | 51      |
| 12.11.09 | CURS     | 49      | 51     |  | 50      | 50        |  | -       | -       |
| 1.12.09  | INSOMAR  | 46      | 54     |  |         |           |  |         |         |

## Ablauf der Wahl
Die Wahlen wurden vom Zentralen Wahlbüro (Biroul Electoral Central) organisiert. Ihm gehören Mitglieder der wichtigsten Parteien an. Es sollte unter anderem Wahlbetrug verhindern helfen. Bei vergangenen Wahlen beschuldigten sich die größeren Parteien häufig verschiedener Unregelmäßigkeiten. Vor allem sollen Anhänger einiger Parteien in verschiedenen Wahllokalen ihre Stimmen mehrfach abgegeben haben, was jedoch nie nachgewiesen wurde. Eine 25-köpfige Delegation der OSZE beobachtete den Ablauf der Wahl.
An den Wahltagen waren die 21.412 Wahllokale in Rumänien von 7 bis 21 Uhr Ortszeit geöffnet. Es war nur eine direkte Stimmabgabe möglich; eine Briefwahl gab es nicht. Für im Ausland lebende Rumänen waren 294 Wahllokale eingerichtet, die meisten davon in Italien und Spanien, aber auch fünf in Deutschland, drei in Österreich und zwei in der Schweiz. Wahlberechtigt waren ca. 18,35 Millionen Personen.

## Erster Wahlgang

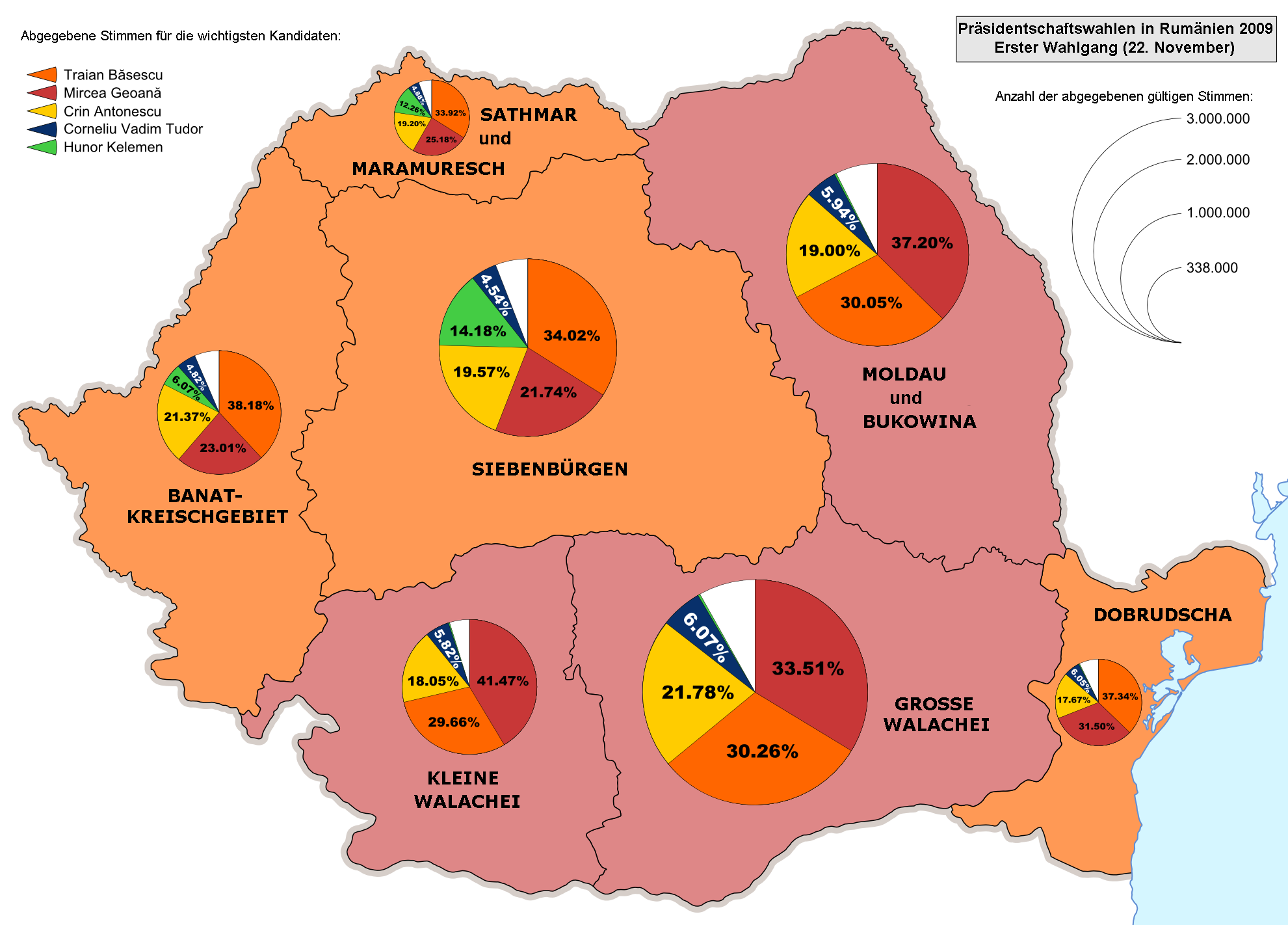
Verteilung der Stimmen nach Regionen
(erster Wahlgang)

Im ersten Wahlgang konnten Traian Băsescu und Mircea Geoană die meisten Stimmen erzielen, ohne die absolute Mehrheit zu erreichen. Damit war eine Stichwahl am 6. Dezember 2009 notwendig.
Crin Antonescu von der Nationalliberalen Partei, der sich ebenfalls Hoffnungen auf den Wahlsieg gemacht hatte, lag im ersten Wahlgang deutlich abgeschlagen auf dem dritten Platz. Alle anderen der insgesamt zwölf Kandidaten erreichten jeweils weniger als sechs Prozent. Die Wahlbeteiligung war in der ersten Runde mit ca. 54,4 % die niedrigste seit der Rumänischen Revolution 1989.

## Nach dem ersten Wahlgang
Nachdem sich Băsescu und Geoană für die Stichwahl qualifiziert hatten, versuchten beide naturgemäß, möglichst viele Wähler der ausgeschiedenen Kandidaten auf ihre Seite zu ziehen. Von besonderer Bedeutung waren dabei die Stimmen des drittplatzierten Crin Antonescu. Antonescu schloss eine Zusammenarbeit mit Băsescu sofort aus und ließ sich von seiner Partei ein Mandat für Verhandlungen mit Geoană und dessen Partei PSD übertragen. Dabei wurde ein Abkommen unterzeichnet, das Geoană die Unterstützung durch Antonescu und die PNL sicherte. Auch die UDMR plante eine Zusammenarbeit mit der PNL und damit eine indirekte Unterstützung von Geoană. Ziel der Übereinkunft zwischen PSD, PNL und UDMR war es, nach einem möglichen Wahlsieg Geoanăs den siebenbürgendeutschen Bürgermeister von Sibiu, Klaus Johannis, zum Ministerpräsidenten zu wählen. Mit der parlamentarischen Gruppe der nationalen Minderheiten unterzeichnete Geoană gleichfalls ein Unterstützungsabkommen. Auch die Sozialistische Allianzpartei von Constantin Rotaru und die Partei der Roma forderten zur Wahl Geoanăs auf. Auf der anderen Seite sprach sich Florin Cioabă, der einflussreiche selbsternannte „König der Roma“, für Băsescu aus. Der ungarischstämmige Pfarrer und Revolutionär von 1989, László Tőkés, kündigte an, Băsescu zu wählen, weil der „das kleinere von zwei Übeln“ sei. Auch die kleine, national-ungarische Partei PCM unterstützte Băsescu. Teile der PRM wollen Geoană unterstützen, während der Vorsitzende Tudor zunächst dazu aufrief, die Stichwahl zu boykottieren. Erst einen Tag vor der Stichwahl kündigte Tudor an, Geoană zu wählen. Bereits eine Woche vorher erklärten George Becali und seine Partei ihre „bedingungslose Unterstützung“ Geoanăs. Auch der populäre Bürgermeister von Timișoara, Gheorghe Ciuhandu, stellte sich auf die Seite Geoanăs und behauptete, jede Stimme für Băsescu sei eine „Stimme für den Kommunismus“. Băsescu war somit in der politischen Szene des Landes weitgehend isoliert. Er versuchte jedoch, sich diesen Umstand zunutze zu machen, indem er nicht Politiker, sondern „das rumänische Volk“ zu seinem Verbündeten erklärte.

## Zweiter Wahlgang

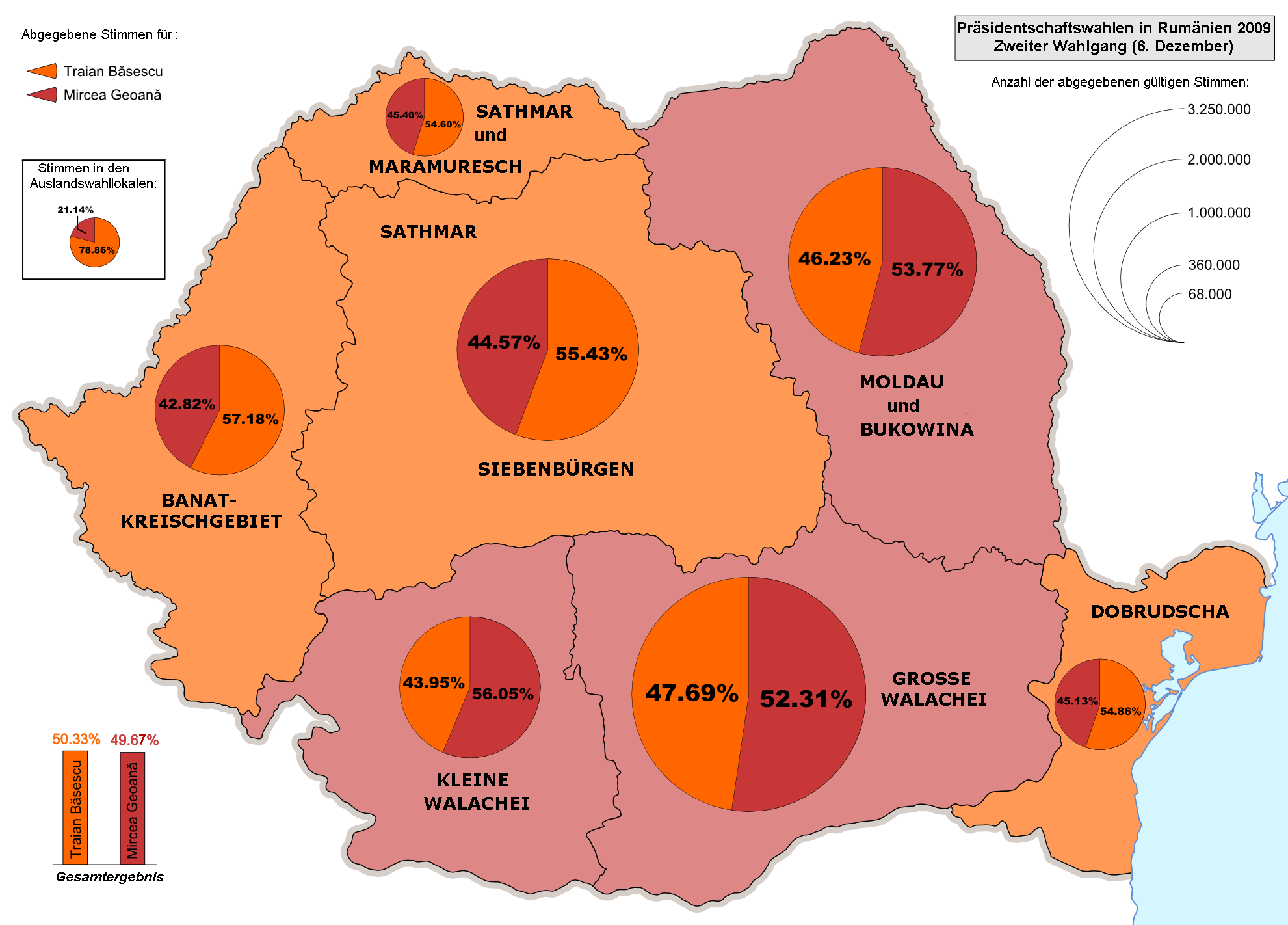
Verteilung der Stimmen nach Regionen
(zweiter Wahlgang)

Im zweiten Wahlgang konnte sich Traian Băsescu äußerst knapp gegen Mircea Geoană durchsetzen. Dabei errang Geoană in Rumänien selbst mehr Stimmen als Băsescu. Letztlich gaben die Stimmen der im Ausland lebenden Rumänen den Ausschlag, die mit großer Mehrheit Băsescu wählten.
Dass Băsescu trotz des breiten politischen Bündnisses gegen ihn die Stichwahl gewann, ist vor allem darauf zurückzuführen, dass viele Wähler nicht den Empfehlungen der in der ersten Runde ausgeschiedenen Kandidaten folgten. So stimmten die Bürger in den vorwiegend von ethnischen Ungarn bewohnten Kreisen Harghita und Covasna mit deutlicher Mehrheit für Băsescu, obwohl die Ungarnpartei UDMR für Geoană plädiert hatte.

## Ergebnis
| Kandidaten                                | Parteien                                   | 1. Wahlgang | 1. Wahlgang | 2. Wahlgang | 2. Wahlgang |
| Kandidaten                                | Parteien                                   | Stimmen     | %           | Stimmen     | %           |
| ----------------------------------------- | ------------------------------------------ | ----------- | ----------- | ----------- | ----------- |
| Traian Băsescu                            | Partidul Democrat Liberal                  | 3.153.640   | 32,4        | 5.275.808   | 50,3        |
| Mircea Geoană                             | Alianța PSD+PC (PSD – PC)                  | 3.027.838   | 31,2        | 5.205.760   | 49,7        |
| Crin Antonescu                            | Partidul Național Liberal                  | 1.945.831   | 20,0        |             |             |
| Corneliu Vadim Tudor                      | Partidul România Mare                      | 540.380     | 5,6         |             |             |
| Hunor Kelemen                             | Demokratische Union der Ungarn in Rumänien | 372.764     | 3,8         |             |             |
| Sorin Oprescu                             | Parteilos                                  | 309.764     | 3,2         |             |             |
| George Becali                             | Partidul Noua Generație – Creștin Democrat | 186.390     | 1,9         |             |             |
| Remus Cernea                              | Partidul Verde                             | 60.539      | 0,6         |             |             |
| Constantin Rotaru                         | Partidul Alianța Socialistă                | 43.684      | 0,4         |             |             |
| Eduard Manole                             | Parteilos                                  | 34.189      | 0,4         |             |             |
| Ovidiu Cristian Iane                      | Partidul Ecologist Român                   | 22.515      | 0,2         |             |             |
| Constantin Ninel Potârcă                  | Parteilos                                  | 21.306      | 0,2         |             |             |
| Gesamt                                    | Gesamt                                     | 9.718.840   | 100         | 10.481.568  | 100         |
|                                           |                                            |             |             |             |             |
| Ungültige Stimmen                         | Ungültige Stimmen                          | 227.908     | 2,3         | 138.548     | 1,3         |
| Wähler                                    | Wähler                                     | 9.946.748   | 54,4        | 10.620.116  | 58,0        |
| Wahlberechtigte                           | Wahlberechtigte                            | 18.293.277  |             | 18.303.224  |             |
|                                           |                                            |             |             |             |             |
| Quelle: Autoritatea Electorală Permanentă |                                            |             |             |             |             |

## Manipulationsvorwürfe und juristisches Nachspiel
Immer wieder aufkommende Betrugsvorwürfe basierten vor allem darauf, dass es nach rumänischem Wahlrecht möglich ist, im Falle von Reisen innerhalb des Landes in Sonderwahllokalen außerhalb des Wohnortes zu wählen. So sollen in der Vergangenheit und auch bei dieser Wahl Ortsverbände verschiedener Parteien in größerem Umfang Busse oder andere Fahrzeuge organisiert haben, um eigenen Anhängern die mehrfache Stimmabgabe zu ermöglichen. An den Wahltagen wurden deshalb von der Polizei zahlreiche Kontrollposten betrieben.
Wenige Tage vor der ersten Runde veröffentlichte das Internet-Nachrichtenmagazin Hotnews.ro verdeckt durchgeführte Recherchen. Demnach versuchten Bürgermeister kleinerer ländlicher Gemeinden, Stimmen für den Kandidaten ihrer Partei durch Geld- oder Sachgeschenke zu erkaufen und Wähler mit Autos zu den Wahllokalen fahren zu lassen.
Beim Innenministerium gingen nach dem ersten Wahlgang insgesamt 1300 Informationen über Unregelmäßigkeiten und 106 Betrugsanzeigen ein; nach dem zweiten waren es 200 Unregelmäßigkeiten. Die OSZE-Kommission konstatierte nach beiden Runden einen Wahlablauf, der weitgehend internationalen Standards entsprochen habe. Allerdings wurden die Probleme mit den Sonderwahllokalen ausdrücklich erwähnt. Einige Privatsender hätten im Vorfeld der Wahl tendenziell negativ über Traian Băsescu berichtet und damit das Neutralitätsgebot verletzt.
Nach der Stichwahl entschieden sich die Sozialdemokraten, gegen das Ergebnis gerichtlich vorzugehen, und begründeten dies mit organisiertem Wahlbetrug durch die Anhänger Băsescus. Am 11. Dezember verfügte das Verfassungsgericht, dass die etwa 138.000 für ungültig erklärten Stimmen erneut ausgezählt werden müssen. Dabei ergab sich keine wesentliche Änderung des zuvor bekanntgegebenen Ergebnisses. Die Forderung der PSD nach Annullierung der Wahl lehnte das Verfassungsgericht am 15. Dezember ab. Am 16. Dezember 2009 erklärte das Verfassungsgericht Băsescu offiziell zum Wahlsieger, am 22. Dezember erfolgte die Vereidigung.